# Max Dittler
Max Julius Dittler (* 27. Juli 1881 in Pforzheim; † 25. Dezember 1964 in Überlingen) war ein deutscher Verwaltungsjurist und Richter.

## Leben
Der Fabrikantensohn Max Dittler studierte Rechtswissenschaften unter anderem an der Eberhard Karls Universität Tübingen und der Ruprecht-Karls-Universität Heidelberg. 1901 wurde er Mitglied des Corps Borussia Tübingen. Nach der Promotion zum Dr. iur., der 1. juristischen Staatsprüfung 1904 und der 2. juristischen Staatsprüfung 1908 trat er 1908 trat er in den Dienst der badischen Innenverwaltung ein. Zu Beginn des Jahres 1918 wurde er zum Amtmann in der Bezirksverwaltung ernannt, blieb aber weiter im badischen Innenministerium tätig. Unter anderem war er Berichterstatter der Karlsruher Zeitung über die Verhandlungen der Zweiten Kammer der Badischen Ständeversammlung. Im Januar 1919 wurde er amtlicher Berichterstatter über die Verhandlungen der Verfassungsgebenden Versammlung der Republik Baden. 1920 wurde er Amtmann und 1924 Regierungsrat beim Bezirksamt Pforzheim. Von 1920 bis 1930 gehörte er auch der Deutschen Demokratischen Partei an. 1931 wurde er zum Landrat des Landkreises Stockach und 1935 des Landkreises Wolfach ernannt. 1936 wurde er Oberverwaltungsgerichtsrat am Badischen Verwaltungsgerichtshof. Von 1939 bis 1943 übte er Tätigkeiten beim Landratsamt Karlsruhe aus. Am 20. August 1939 beantragte er die Aufnahme in die NSDAP und wurde zum 1. Januar 1940 aufgenommen (Mitgliedsnummer 7.865.028). Ende 1943 war er kurzfristig im badischen Innenministerium beschäftigt. Ab Oktober 1945 war er wieder beim Landratsamt Wolfach beschäftigt. Im Juli 1946 wurde er durch Entscheidung der politischen Reinigungskommission des Innenministeriums in Freiburg zur Ruhe gesetzt und bis Ende Januar 1947 vorläufig als Angestellter weiterbeschäftigt. Ende Oktober 1950 trat er endgültig in den Ruhestand ein.